# Jonas Jonsson (tecknare)
Jonas Jonsson, född 20 september 1875 i Arbrå, Gävleborgs län, död 28 april 1915 i Stockholm, var en svensk tecknare och målare.
Han var son till bankofullmäktige Olof Jonsson i Hov och Karin Persdotter. Efter några terminers studier vid Norrmalms högre realläroverk valde han att hoppa av studierna och sökte sig till Tekniska skolan där han genomgick de högre allmänna kurserna 1892-1894. Han fortsatte därefter sina studier vid skolan under tre år för att studera mönsterritning och genomgå teckningslärarkursen. Han tänkte därefter studera vidare med måleri vid Konstakademien men när han erbjöds ett arbete som mönsterritare vid Lejas valde han istället den banan. Hans tid vid Lejas blev kort redan efter sex månader begärde han avsked från sin tjänst. Han anställdes därefter vid Generalstabens litografiska anstalt där han fram till sin död var sysselsatt med att komponera konstnärliga diplom, adresser bokomslag och exlibris. Från 1904 var han även anlitad av Livrustkammaren för att avbilda och restaurera trofésamlingen. Några av hans teckningar återutgavs i Teodor Johannes Petrelli och Axel Lagrelius bok Narvatroféer i statens trofésamling. Jonsson var som person en förtegen enstöring och hade få förtrogna en av hans närmaste vänner var tecknaren Oskar Andersson och liksom denne valde Jonsson att avsluta sitt liv själv.